# Berufskolleg für Wirtschaft und Verwaltung der Städteregion Aachen
Das Berufskolleg für Wirtschaft und Verwaltung der StädteRegion Aachen, auch kurz BWV, ist ein Berufskolleg in der Stadt Aachen. Es hat aktuell (2024) 1825 Schülerinnen und Schüler und befindet sich in der Trägerschaft der Städteregion Aachen.

## Geschichte
Die Schule befindet sich im ehemaligen Schulgebäude des bis 1973 dort ansässigen Einhard-Gymnasiums in der Lothringerstraße.

## Leitung
Schulleiter war seit 2018 Rainer Messarius. Aktuell hat Ute Pulwey die Leitung kommissarisch inne.